# Borel
Borel, szczękacz (Chaenocephalus aceratus) – gatunek ryby z rodziny bielankowatych, jedyny przedstawiciel rodzaju Chaenocephalus (Regan, 1913). Poławiana gospodarczo na niewielką skalę.
Występowanie: zimne wody półkuli południowej.

## Opis
Osiąga do 72 cm długości. Żywi się głównie rybami i krylem.